# 11637 Yangjiachi
11637 Yangjiachi eller 1996 YJ2 är en asteroid i huvudbältet som upptäcktes den 24 december 1996 av Beijing Schmidt CCD Asteroid Program vid Xinglong-observatoriet. Den är uppkallad efter den kinesiske ingenjören Yang Jiachi.
Asteroiden har en diameter på ungefär 6 kilometer.